# Enrique Dupuy de Lome y Paulín
Enrique Dupuy de Lome y Paulín (València, 1851 - París, 1904) era un empresari, diplomàtic i polític valencià, diputat a les Corts Espanyoles durant la restauració borbònica.

## Biografia
Era fill de Santiago Lluís Dupuy de Lôme i germà de Federico Dupuy de Lome y Paulín. Estudià dret a la Universitat de Madrid i el 1872 ingressà al cos diplomàtic. El 1873 fou enviat a l'ambaixada espanyola al Japó, i després fou destinat a Brussel·les, Montevideo, Buenos Aires, París i Washington DC.
Membre del Partit Conservador, mercè la seva amistat amb Francisco Silvela fou cap de llista per Albaida a les eleccions generals espanyoles de 1891, i fou elegit diputat. Fou ambaixador d'Espanya als Estats Units d'Amèrica poc abans de la Guerra Hispano-estatunidenca, i es va veure obligat a dimitir a causa d'una carta (coneguda com a carta De Lome) que va enviar a José Canalejas y Méndez, interceptada per un espia cubà i publicada al New York Journal el febrer de 1898, on desqualificava greument el president William McKinley, i que el magnat William Randolph Hearst presentà com una greu insult al poble nord-americà.
Després de guerra Silvela el nomenà subsecretari del Ministeri d'Estat i fou escollit novament diputat per Albaida a les eleccions generals espanyoles de 1899, tot i que no arribà a ocupar l'escó perquè fou nomenat ambaixador a Itàlia. Va rebre les grans creus de l'Orde d'Isabel la Catòlica, de l'Orde de Carles III, l'Orde del Toisó d'Or, l'Orde de l'Àguila Vermella i la Legió d'Honor.